# 경주 남산 삼릉계 석조여래좌상
경주 남산 삼릉계 석조여래좌상(慶州 南山 三陵溪 石造如來坐像)은 대한민국 경주시 남산 삼릉계곡의 왼쪽 능선 위에 있는, 통일신라시대에 만들어진 석조 여래 좌상이다. 
머리는 골짜기에 떨어져 있었고, 불신은 앞으로 광배는 뒤로 쓰러져 있던 것을 1923년에 보수하였다. 이때 이미 코 이하의 얼굴 부분은 손상을 입었는데, 그 뒤에 시멘트로 엉성하게 보충하여 얼굴이 매우 부자연스러웠다. 최근에 시멘트 보수를 새롭게 하여 자연스럽게 되었다.
얼굴은 원만하며, 두 귀는 짧게 표현되었다. 우단편견(왼쪽 어깨에만 걸쳐 입은 옷)의 옷주름 선은 간결하고 아름답다. 허리는 가늘고 앉은 자세는 안정감이 있다. 대좌(臺座)는 상·중·하대로 구성되었는데, 상대에는 화려한 연꽃무늬를 조각하였으며, 8각 중대석 각 면에 간략하게 눈 모양의 안상(眼象)을 조각하였다. 하대는 단순한 8각대석이다.
1980년 6월 11일 대한민국의 보물 제666호 경주삼릉계석불좌상(慶州三陵溪石佛坐像)으로 지정되었다가, 2010년 8월 25일 현재의 명칭으로 변경되었다.

## 사진

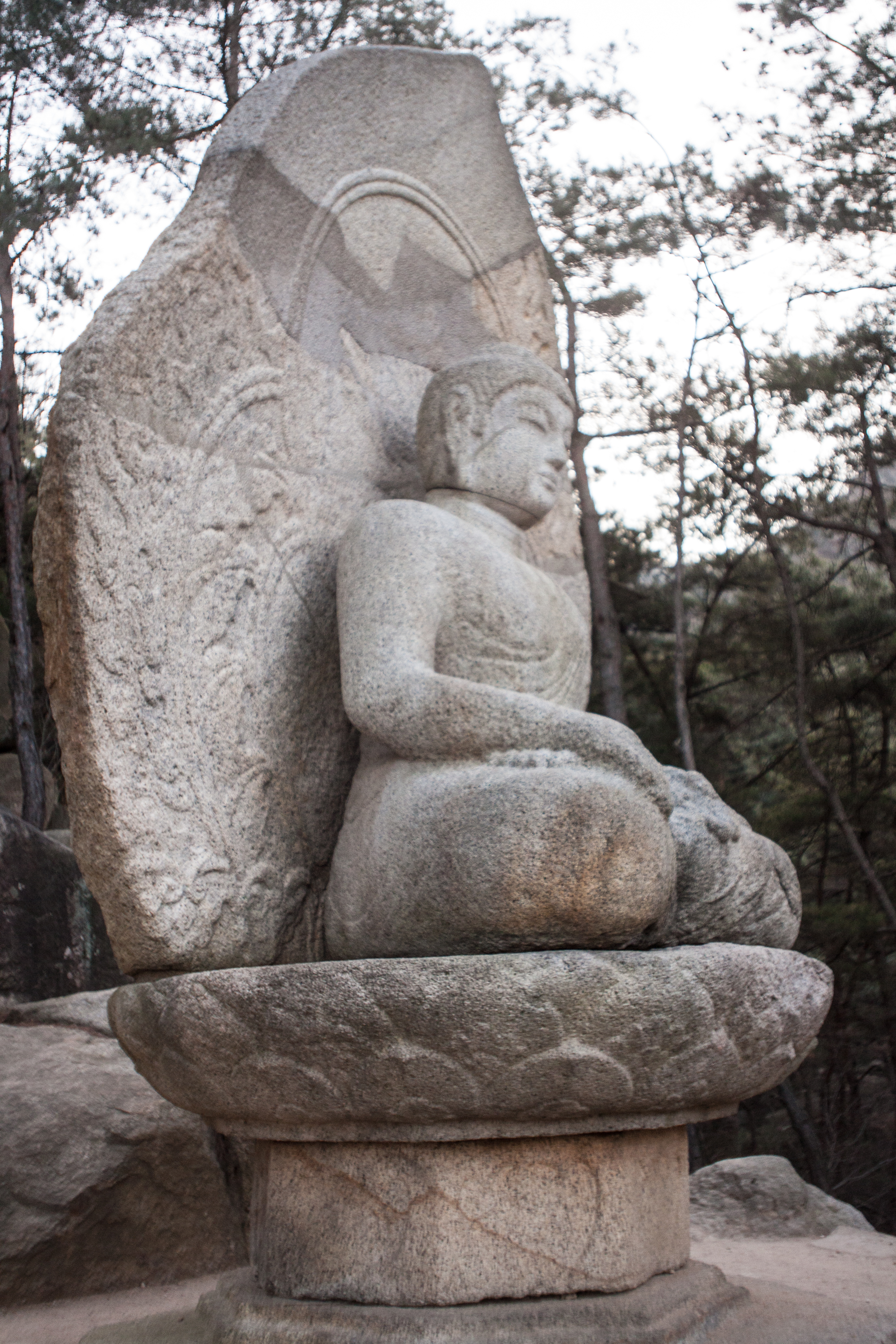
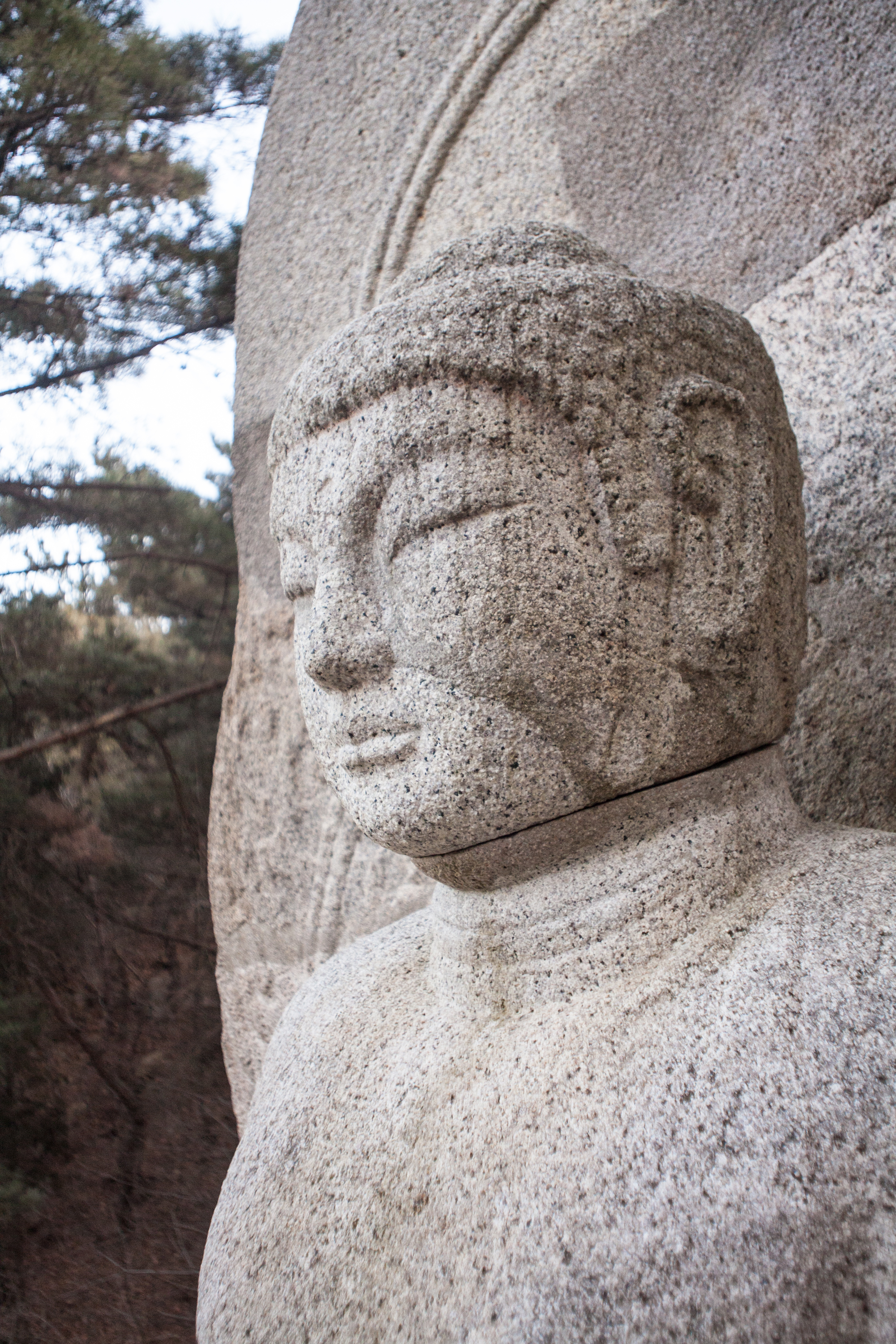
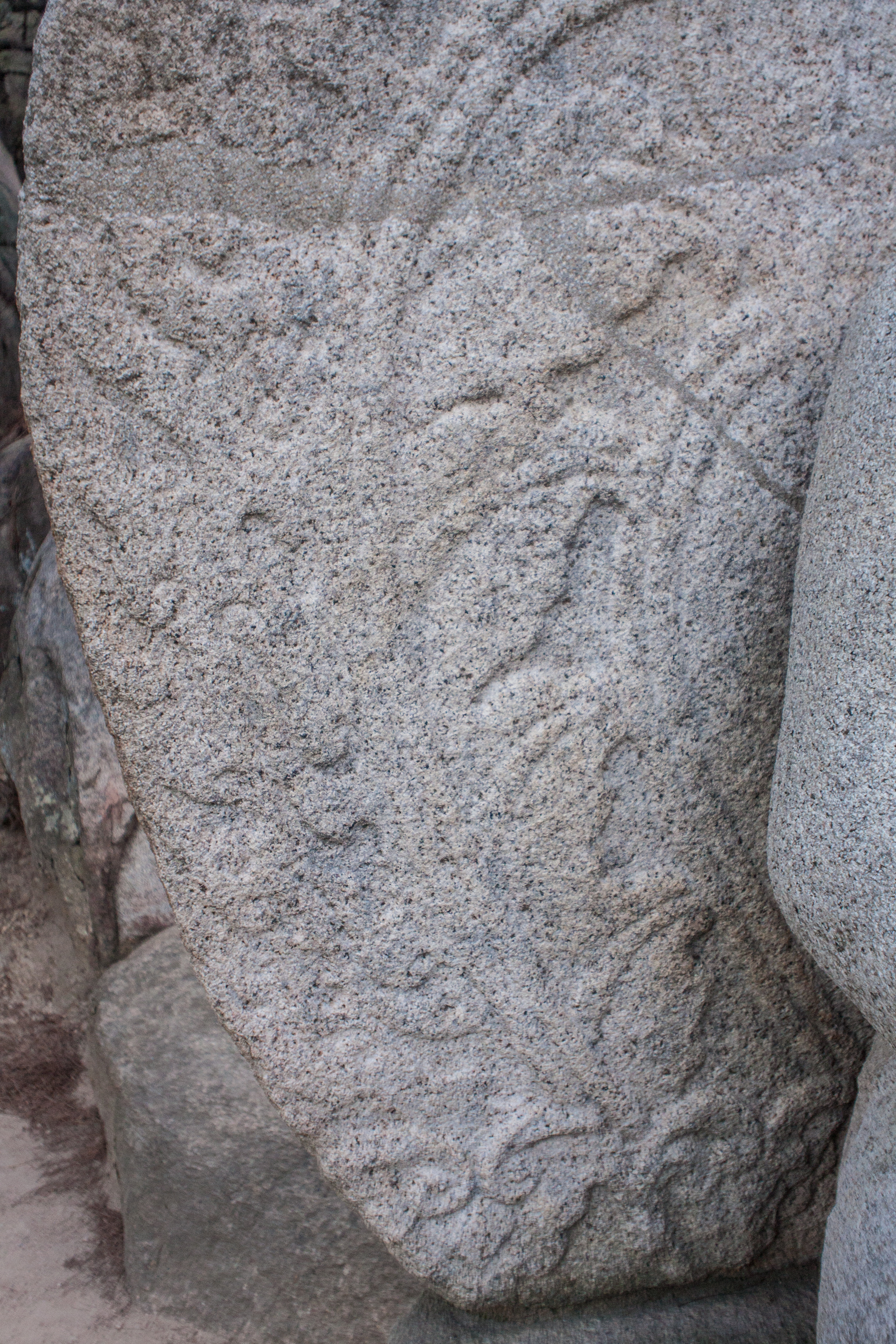
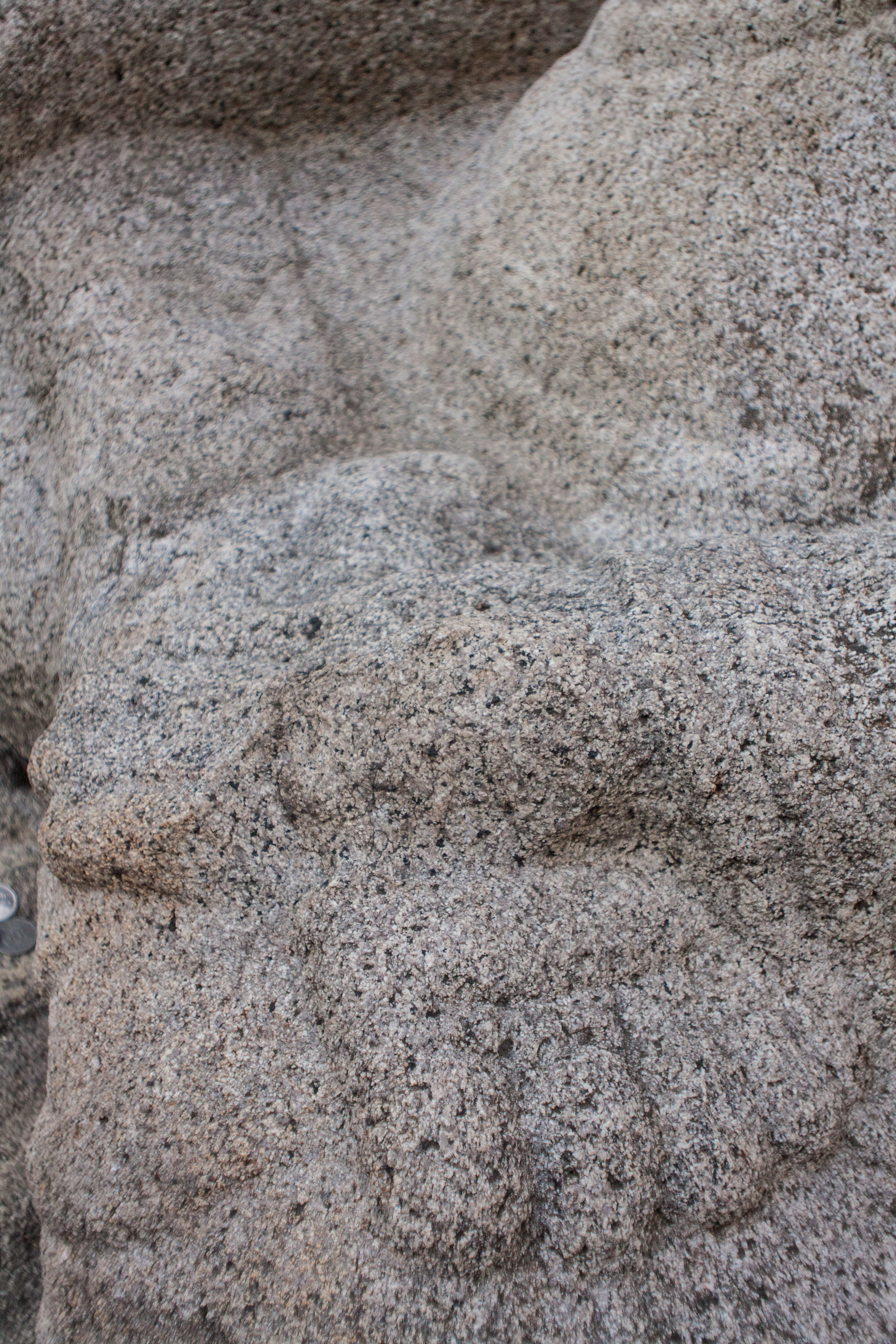
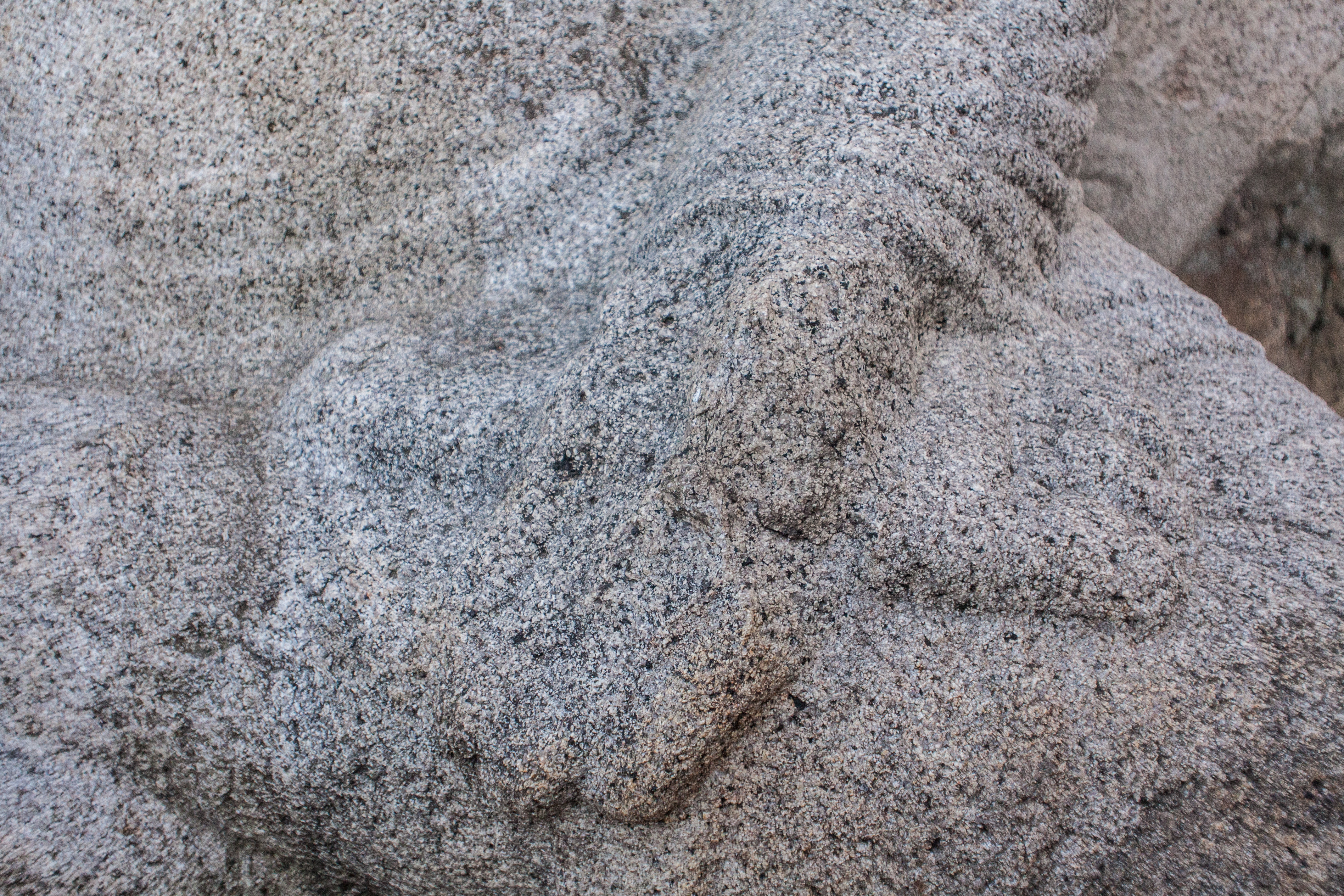
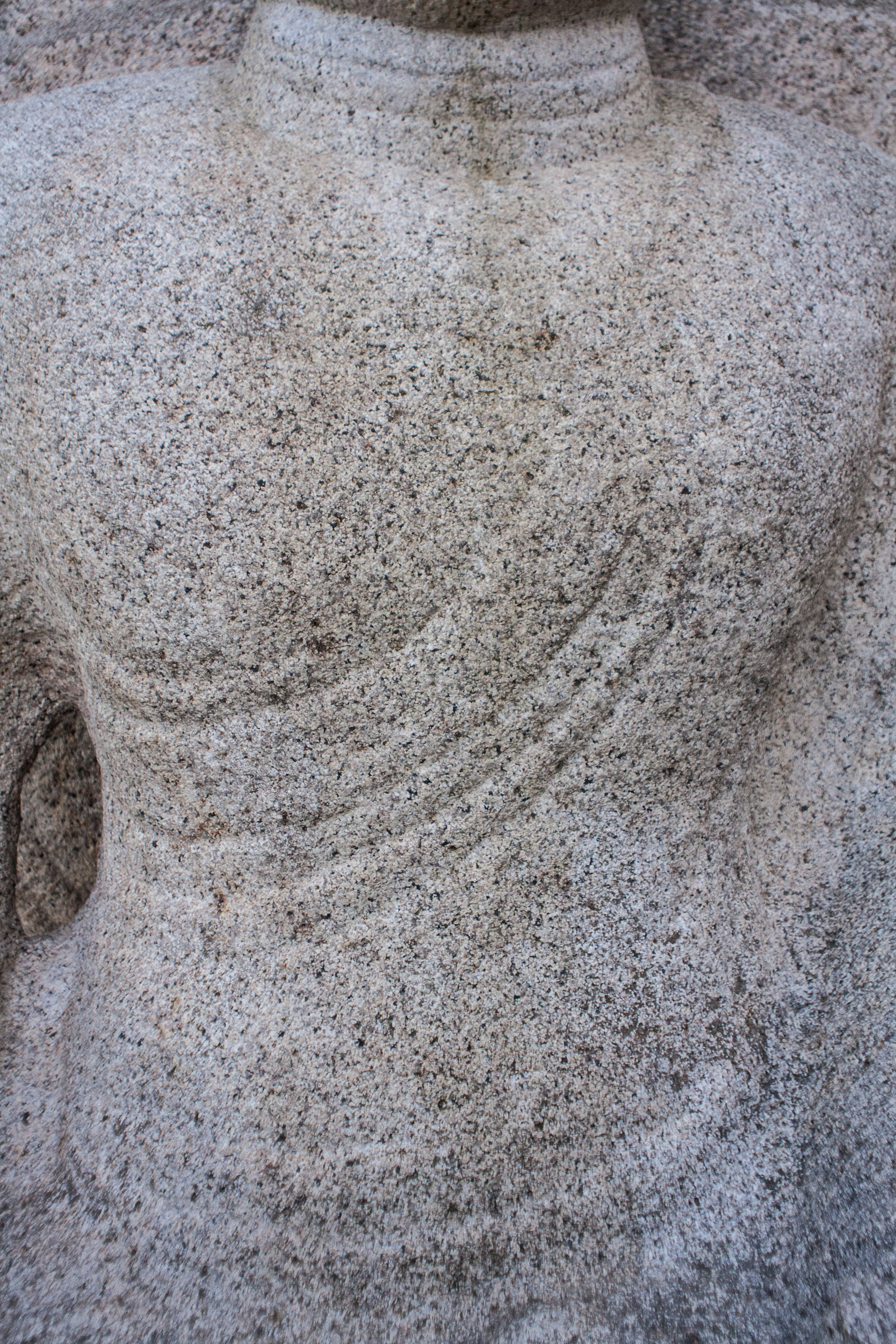

## 개요
삼릉계곡의 왼쪽 능선 위에 있는 이 석조여래좌상으로 화강암을 조각하여 만들었다. 머리에는 작은 소라 모양의 머리칼을 붙여 놓았으며 정수리 부근에는 큼직한 상투 모양의 머리(육계)가 자리잡고 있다. 얼굴은 원만하고 둥글며, 두 귀는 짧게 표현되었다. 왼쪽 어깨에만 걸쳐 입은 옷의 옷주름선은 간결하고 아름답게 표현되었다. 허리는 가늘고 앉은 자세는 안정감이 있다. 대좌(臺座)는 상·중·하대로 구성되었는데, 상대에는 화려한 연꽃무늬를 조각하였으며, 8각 중대석은 각 면에 간략하게 눈모양의 안상(眼象)을 조각하였다. 하대는 단순한 8각대석으로 되어 있다. 8각의 연화대좌에 새겨진 연꽃무늬와 안상을 비롯하여 당당하고 안정된 자세 등으로 보아 8∼9세기에 만들어진 통일신라시대의 작품으로 보인다.

## 참고 문헌
- 경주 남산 삼릉계 석조여래좌상 - 국가유산청 국가유산포털